# Xã Oregon, Michigan
Xã Oregon (tiếng Anh: Oregon Township) là một xã thuộc quận Lapeer, tiểu bang Michigan, Hoa Kỳ. Năm 2010, dân số của xã này là 5.786 người.